# Polska Walcząca (symbol)

Kotwica

Polska Walcząca (PW) – symbol w kształcie kotwicy, której człon w kształcie litery P symbolizuje Polskę, a ramiona literę W – walkę. Powszechnie stosowany w czasie II wojny światowej. 
Znak „kotwicy”, wzorem starszego o rok żółwia, rysowany był na murach i chodnikach okupowanego kraju jako graffiti. 
W czerwcu 2014 Sejm uchwalił ustawę o ochronie Znaku Polski Walczącej. Zgodnie z art. 1 ustawy znak, będący symbolem walki polskiego narodu z niemieckim agresorem i okupantem podczas II wojny światowej, stanowi dobro ogólnonarodowe i podlega ochronie należnej historycznej spuściźnie Rzeczypospolitej Polskiej. Otaczanie Znaku Polski Walczącej czcią i szacunkiem stało się prawem i obowiązkiem każdego obywatela Rzeczypospolitej Polskiej, a jego publiczne znieważanie podlega karze grzywny (art. 2 i 3 ustawy). Ustawa została podpisana przez prezydenta RP Bronisława Komorowskiego 30 lipca w Parku Wolności przy Muzeum Powstania Warszawskiego podczas spotkania z powstańcami  z okazji 70. rocznicy wybuchu walk.

## Początki znaku

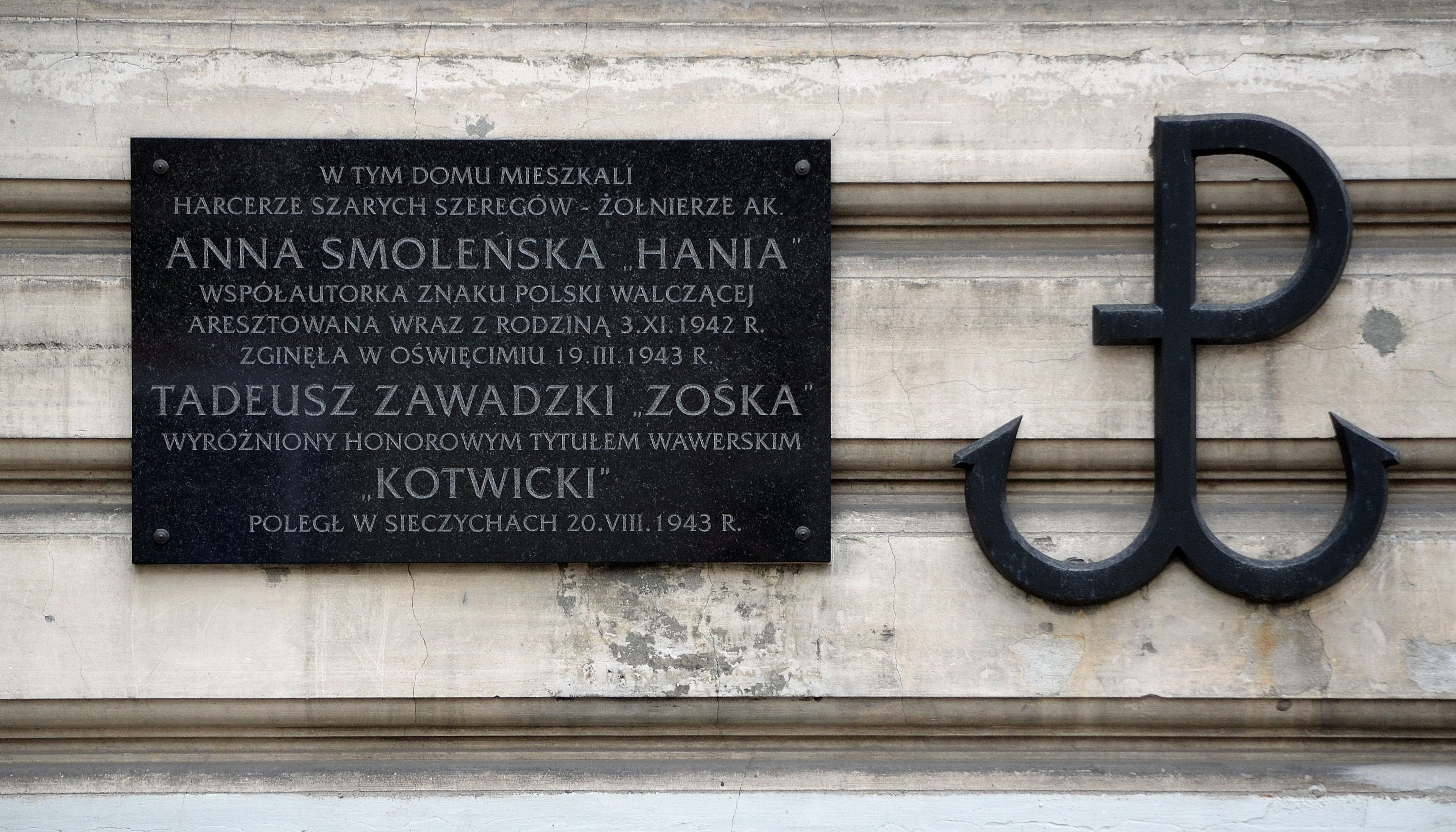
Tablica pamiątkowa przy ul. Koszykowej 75 w Warszawie

Początków znaku należy doszukiwać się w nieustającej propagandowej walce między stronami walczącymi w II wojnie światowej. W 1940 roku w ramach budowania ducha patriotycznego i oporu przeciwko Niemcom, powstało w Anglii hasło „Victory” (ang. zwycięstwo). Było ono krzepiące dla alianckich społeczeństw, obserwujących z przerażeniem pasmo ówczesnych zwycięstw Niemiec nazistowskich. Jednakże aliancki znak „V” został przez niemiecką propagandę wykorzystany na potrzeby III Rzeszy, która to wykorzystała go, do promowania symbolu niemieckiego „Sieg” (niem. zwycięstwo).

### „V” jak Verloren
W wyniku działań niemieckiej propagandy hasło „V” zaczęło pojawiać się w krajach podbitej Europy. Polska konspiracja starała się dezorganizować te działania poprzez dopisywanie do „V” liter „erloren”, co razem oznaczało niemieckie słowo verloren (przegrany, stracony, zgubiony).
W Warszawie na Adolf-Hitler-Platz, Niemcy w ramach łamania patriotycznego ducha Polaków, postawili konstrukcję symbolizującą wielki znak „V”. Jednak nie uchronili go przed zniszczeniem. Został spalony przez harcerza polskiej konspiracji. Przedstawienia zawierające znak „V” zaczęły zanikać około 1943 roku. Miało to związek z klęską przedłużającej się niemieckiej wojny błyskawicznej (Blitzkrieg).

### Konspiracyjny konkurs
„Kotwica”, jako znak Polski Walczącej, pojawiła się w Warszawie 20 marca 1942 r. Została wybrana z 27 propozycji zgłoszonych na konspiracyjny konkurs ogłoszony przez Biuro Informacji i Propagandy KG AK. Jednym z inicjatorów tego konkursu był Czesław Michalski.
Spośród znaków zgłoszonych na konkurs, w ciągu ok. 2 miesięcy za najlepsze uznano dwie kompozycje: „Kotwicy” oraz „Skrzyżowanych mieczy grunwaldzkich”. Przy wyborze brano pod uwagę m.in. łatwość wykonania oraz wymowę patriotyczną.
Zwyciężył projekt „Kotwicy”, którego autorką (współtwórczynią) była najprawdopodobniej instruktorka harcerska Anna Smoleńska ps. „Hania”, studentka historii sztuki na tajnym Uniwersytecie Warszawskim.

#### Sygnet Wydawnictwa Polskiego R. Wegnera
| Sygnet wydawnictwa na stronie tytułowej książki „Polowanie na potwory morskie”, 1927 | Sygnet wydawnictwa z tylnej okładki książki „Polowanie na potwory morskie”, 1927 |
| Sygnety Wydawnictwa Polskiego z książki „Polowanie na potwory morskie”, 1927         |                                                                                  |

W pierwszych latach okupacji niemieckiej do córki zmarłego Rudolfa Wegnera, Ireny Rybotyckiej, zwrócił się Jerzy Jabłonowski (były adiutant marszałka Józefa Piłsudskiego) z pytaniem o zgodę na wykorzystanie sygnetu Wydawnictwa Polskiego R. Wegnera umieszczonego na okładce książki „Polowanie na potwory morskie” jako symbolu walki Polski z okupantem:
 

[Jerzy Jabłonowski]: Wiecie... POLSKA WALCZY - wiadomo, ale musimy jeszcze mieć swój symbol, emblemat, godło, znak rozpoznawczy, niby podpis czy pieczęć. Te dwa inicjały PW splecione graficznie jako własny znak. Otóż wasza firma „Wydawnictwo Polskie” ma te same litery początkowe „WP” jak nasze „PW”. Spójrzcie na ten wasz znak na okładce: inicjały wystylizowane w kształt kotwicy (kotwica to symbol nadziei), nie wyobrażam sobie lepszego zestawienia tych dwóch liter, jak na tej waszej okładce.
Co byś powiedziała gdybyśmy to użyli jako godło Polski Walczącej? Nawet tytuł książki się zgadza. Wszak polujemy tylko na potwory w imię sprawiedliwości dziejowej.

W czasie wojny część ludności polskiej jednoznacznie kojarzyła układ graficzny znaku „Kotwicy” z sygnetem Wydawnictwa Polskiego. Podobieństwo – a wręcz identyczność – obu symboli zwróciło też uwagę gestapo, które przeprowadziło w związku z tym rewizję w siedzibie wydawnictwa i nakazało zamalowanie sygnetu we wszystkich książkach przeznaczonych do dystrybucji.

## Rozpowszechnianie znaku
Znak patriotyczny, mający na celu podtrzymanie w czasie okupacji w polskim społeczeństwie nadziei na zwycięstwo, musiał mieć przewidzianych z góry realizatorów do jego upowszechniania.

### Harcerze z organizacji „Wawer”
Twórcami przedstawień znaku „kotwicy walczącej” byli harcerze z organizacji „Wawer” (1940–1944). Nazwa ta pochodzi od upamiętnienia miejsca niemieckiej zbrodni dokonanej w tej podwarszawskiej miejscowości w grudniu 1939. 
Po jakimś czasie na murach warszawskich pojawiły się więc napisy „Wawer 27 XII 39” lub „Wawer pomścimy”.
Do realizowania przez polskie harcerstwo konspiracyjne akcji tzw. małego sabotażu (zaliczano do niego m.in. malowanie „Kotwic” na murach) kierowano przede wszystkim harcerzy z „Bojowych Szkół”. Taką głównie grupę wiekową młodzieży stanowili „wawerczycy”, chociaż w malowaniu znaków „Kotwicy” brali udział i inni, nierzadko nawet najmłodsi „zawiszacy”.
Organizacja „Wawer” podlegała pod Biuro Informacji i Propagandy (ps. „Filharmonia”) KG AK. W związku z tym jej zadania były dosyć rozległe. Konspiracyjne Szare Szeregi zrealizowały wiele programów inicjowanych przez „Wawer”, jak np. podtrzymywanie na duchu społeczeństwa i dywersję psychologiczną wobec okupanta (w tym akcję malowania „Kotwic”) oraz całą akcję zwaną Małym Sabotażem.

### Zadania małego sabotażu
- Podnoszenie na duchu społeczeństwa
- Przeciwdziałanie propagandzie hitlerowskiej
- Psychiczne gnębienie okupanta
- Karanie (ostrzegawcze) obywateli za nadmierne wysługiwanie się i nieodpowiednie dla Polaka zachowanie się wobec okupantów.

W ramach tych zadań, „Wawer” przede wszystkim miał na celu podnoszenie na duchu społeczeństwa. „Wawer” rozpoczął więc malowanie znaków „Polski Walczącej”, czyli „Kotwicy” w miejscach dobrze widocznych dla Polaków i okupantów: na murach, tablicach ogłoszeniowych, słupach elektrycznych i na przystankach tramwajowych. Znak malowano zwykle trudno usuwalną farbą smołową, zwykle różnymi malarskimi pędzlami do malowania mieszkań. Akcję zapoczątkowano w Warszawie na przełomie marca i kwietnia 1942 roku.

### Wykonywanie znaku
Malowany pojedynczo, lub dwójkami, w nocy. Czasem liczba malujących „wawerczyków” przekraczała 100 osób (według niektórych źródeł ta liczba mogła być znacznie większa). Malowano także w dzień, co stanowiło ówcześnie rodzaj indywidualnego wykazywania się własną odwagą i patriotyzmem, ale było i zakazywaną brawurą.

### Znak na cukierni Lardellego
Pierwszy duży znak „Kotwicy” można było zobaczyć na uszkodzonej częściowo jeszcze w czasie działań wojennych w 1939 roku, werandzie znanej cukierni warszawskiej Lardellego przy ul. Polnej. Był to dobrze znany w Warszawie lokal, w którym w pierwszych latach okupacji spotykała się jeszcze warszawska inteligencja i sfery artystyczne, ale do której zaglądali również i okupanci. Miejsce znaku było więc odpowiednio wybrane i dobrze widoczne. Za wykonawcę tego znaku uchodzi uczeń gimnazjum im. Stefana Batorego, Maciej Aleksy Dawidowski (ps. „Alek”). Zachowane po wojnie fragmenty słupków, na których znalazła się „Kotwica”, można zobaczyć w patio II Liceum Ogólnokształcącego im. Stefana Batorego w Warszawie, gdzie zostały przeniesione.

### Jan Bytnar
Ważną osobą propagującą znak kotwicy był Jan Bytnar, twórca szablonu i pieczątek ze znakiem kotwicy. Opracował też urządzenie do malowania znaku, zwane „wiecznym piórem”. Zdobył rozgłos namalowaniem znaku „kotwicy” na cokole pomnika Lotnika, znajdującego się do 1944 na placu Unii Lubelskiej. Był to czyn wymagający dużej odwagi, gdyż plac znajdował się na granicy dzielnicy policyjnej m.in. w al. Szucha 25 mieściła się w czasie okupacji główna siedziba SS i Gestapo.

## Tablica pamiątkowa
W Warszawie, przy ulicy Koszykowej 75 (nieopodal wejścia na teren Politechniki Warszawskiej) znajduje się wmurowana granitowa tablica, upamiętniająca działalność konspiracyjną Szarych Szeregów i głównych twórców znaku „kotwicy”. Wymieniono tam Annę Smoleńską ps. „Hania” (jako współautorkę znaku) oraz Tadeusza Zawadzkiego ps. „Zośka”, wyróżnionego wawerskim tytułem „Kotwicki”.

## Użycie i nawiązania po 1945
Znak został wkomponowany w godło Konfederacji Polski Niepodległej. Od 2014 jest elementem oznaki rozpoznawczej Jednostki Wojskowej Komandosów. Znajduje się też od 2017 w godle i oznakach Wojsk Obrony Terytorialnej.
Do znaku Polski Walczącej nawiązywał też znak Solidarności Walczącej.

## Galeria

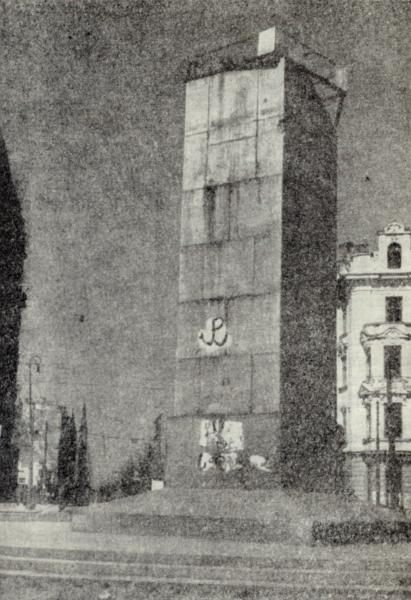
Mały sabotaż. Kotwica – Znak Polski Walczącej namalowany przez Jana Guta na placu Unii Lubelskiej w Warszawie. Po przeciwnej stronie cokołu Pomnika Lotnika Kotwicę namalował Jan Bytnar ps. „Rudy”
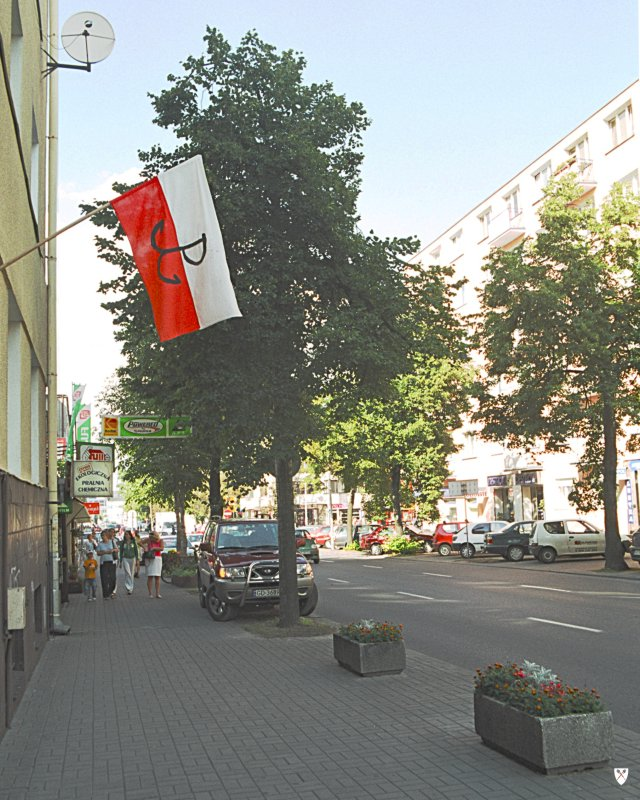
Flaga na ul. 3 Maja w Gdyni z okazji 65. rocznicy września, ok. 1 września 2004
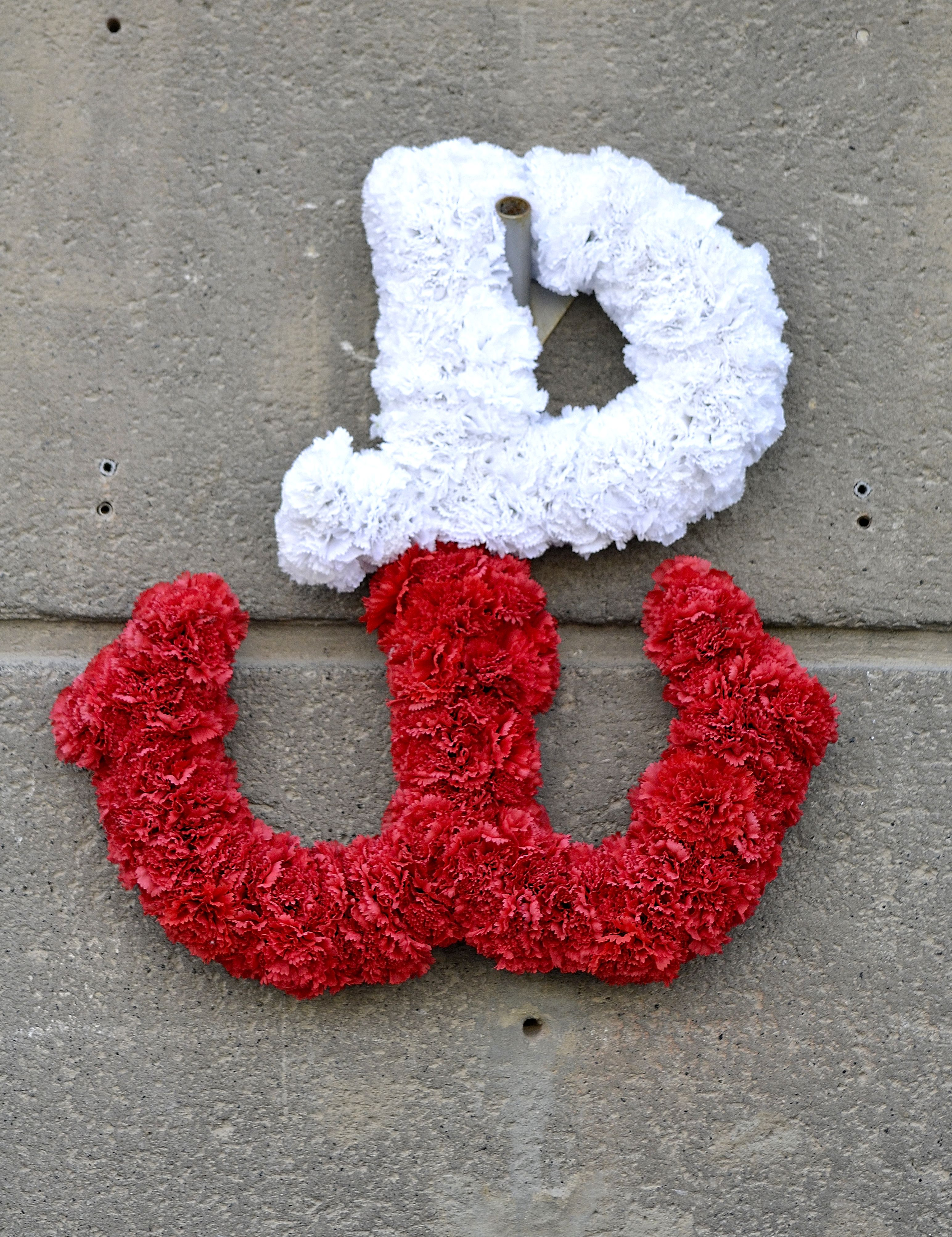
Kotwica pod tablicą upamiętniającą zdobycie 20 sierpnia 1944 gmachu PAST-y przy ul. Zielnej 39 w Warszawie
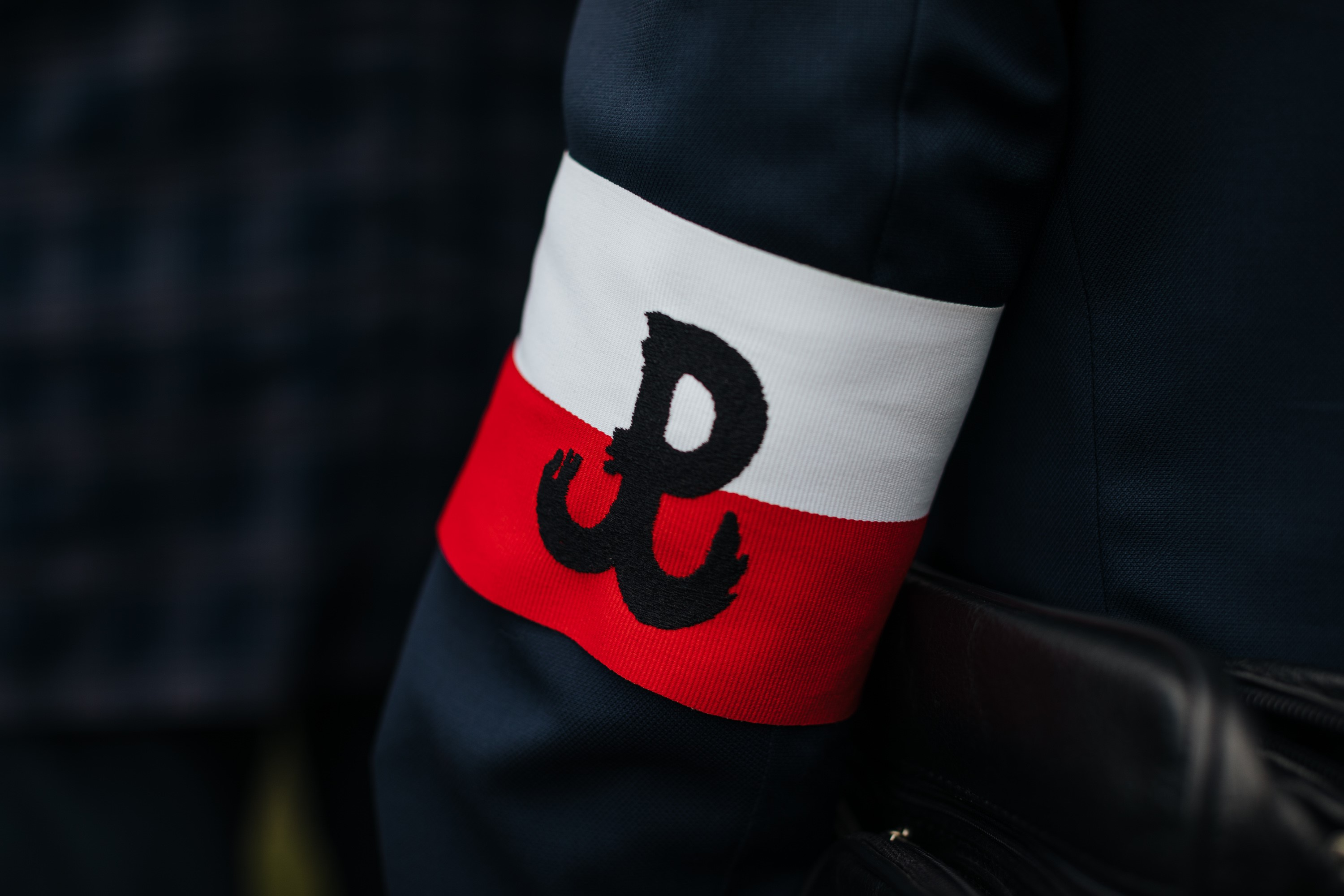
Opaska ze znakiem Polski Walczącej
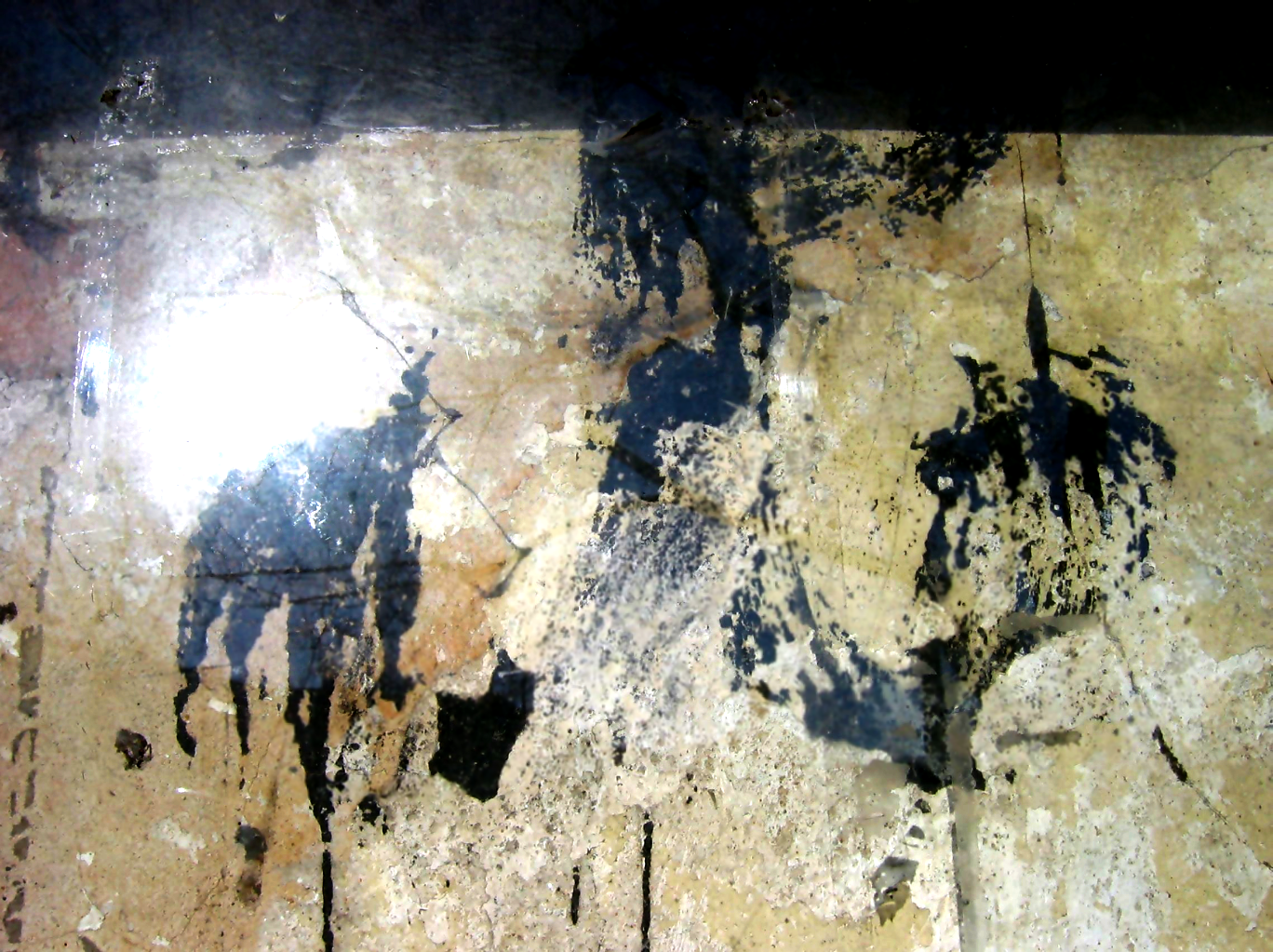
Kotwica namalowana na murze w Węgrowie w październiku 1943 przez oddział Armii Krajowej, w ramach akcji przypominającej o klęskach armii niemieckiej w październiku 1918
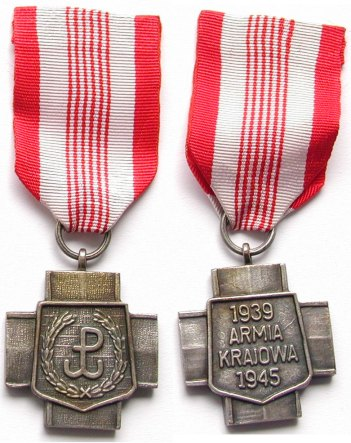
Kotwica na Krzyżu Armii Krajowej
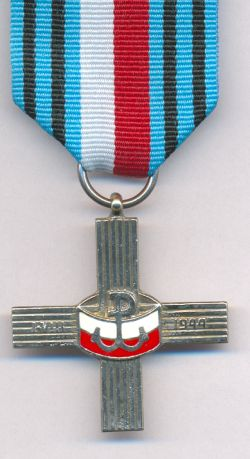
Kotwica na Warszawskim Krzyżu Powstańczym
Kotwica w herbie Łomianek (od 2009)
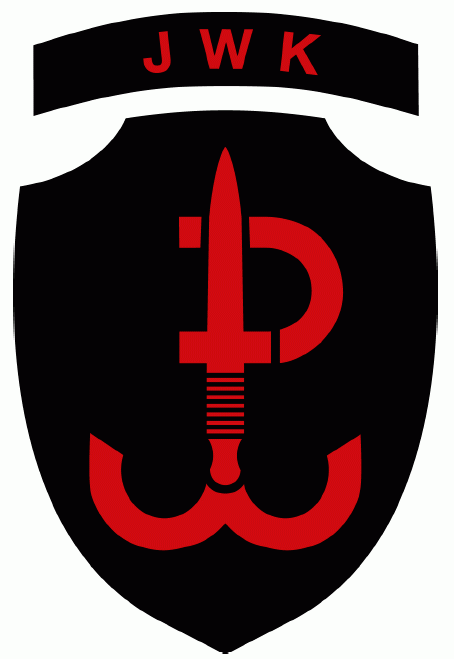
Kotwica na oznace rozpoznawczej JWK
Kotwica na tarczy amazonek orła Wojsk Obrony Terytorialnej
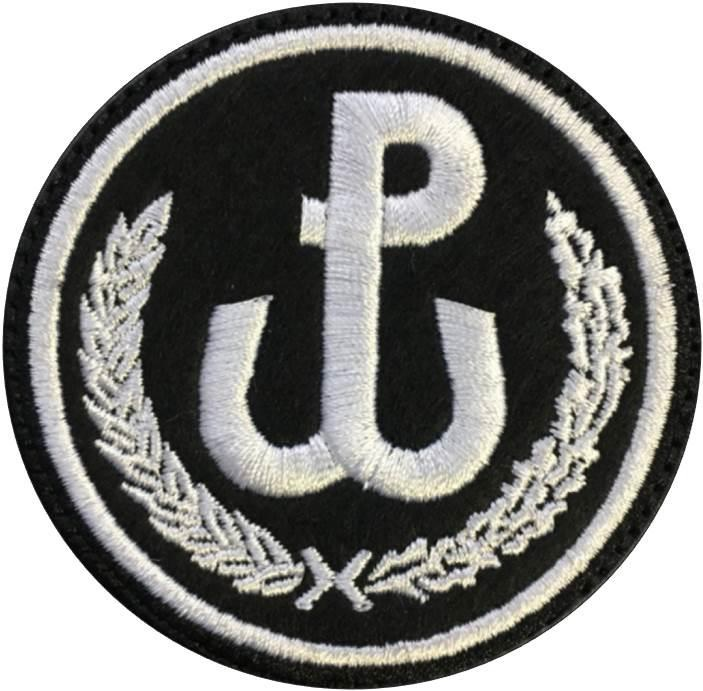
Oznaka rozpoznawcza Dowództwa Wojsk Obrony Terytorialnej
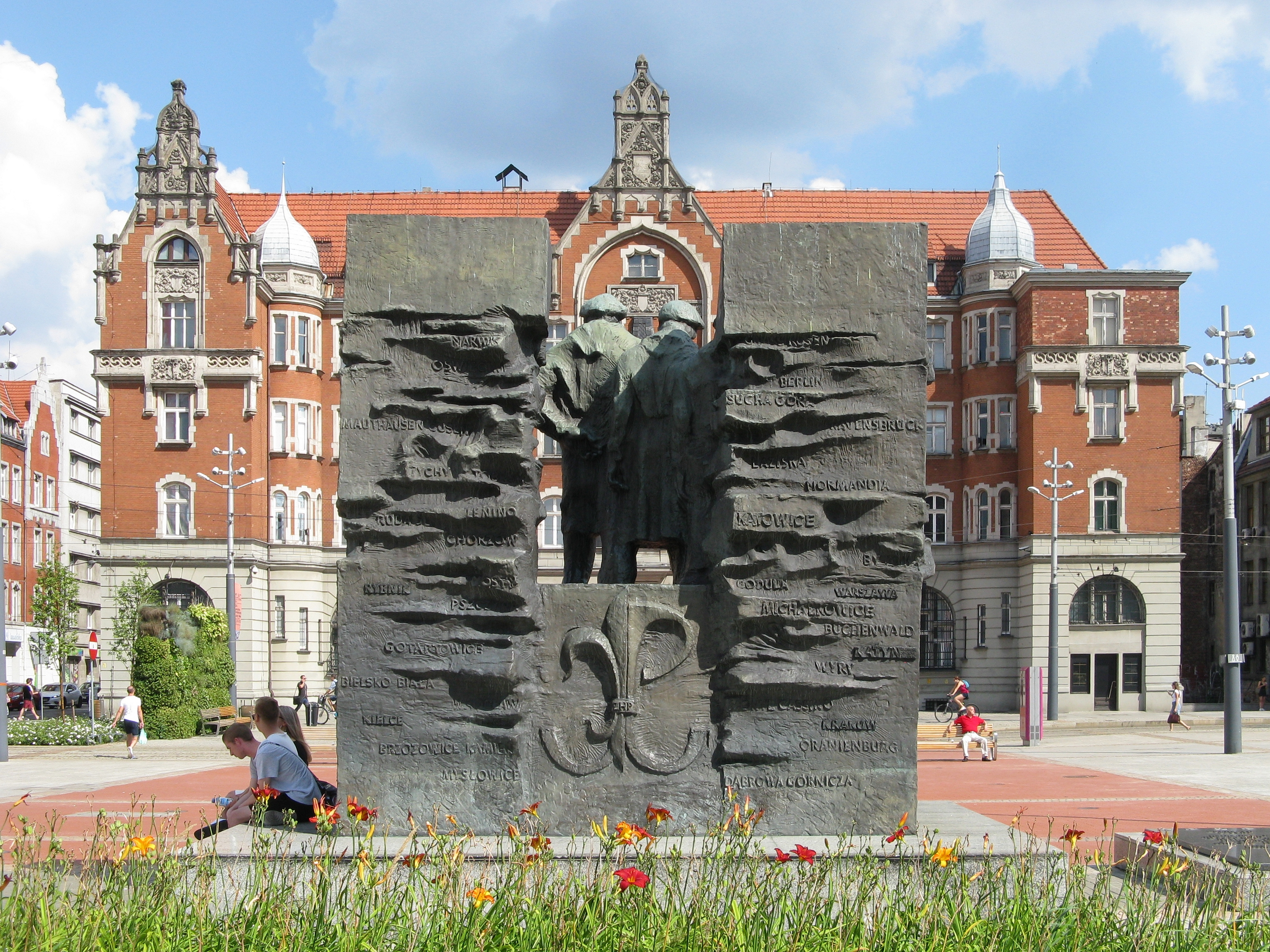
Lilijka harcerska przechodząca w symbol Polski Walczącej, tył Pomnika Harcerzy Września w Katowicach
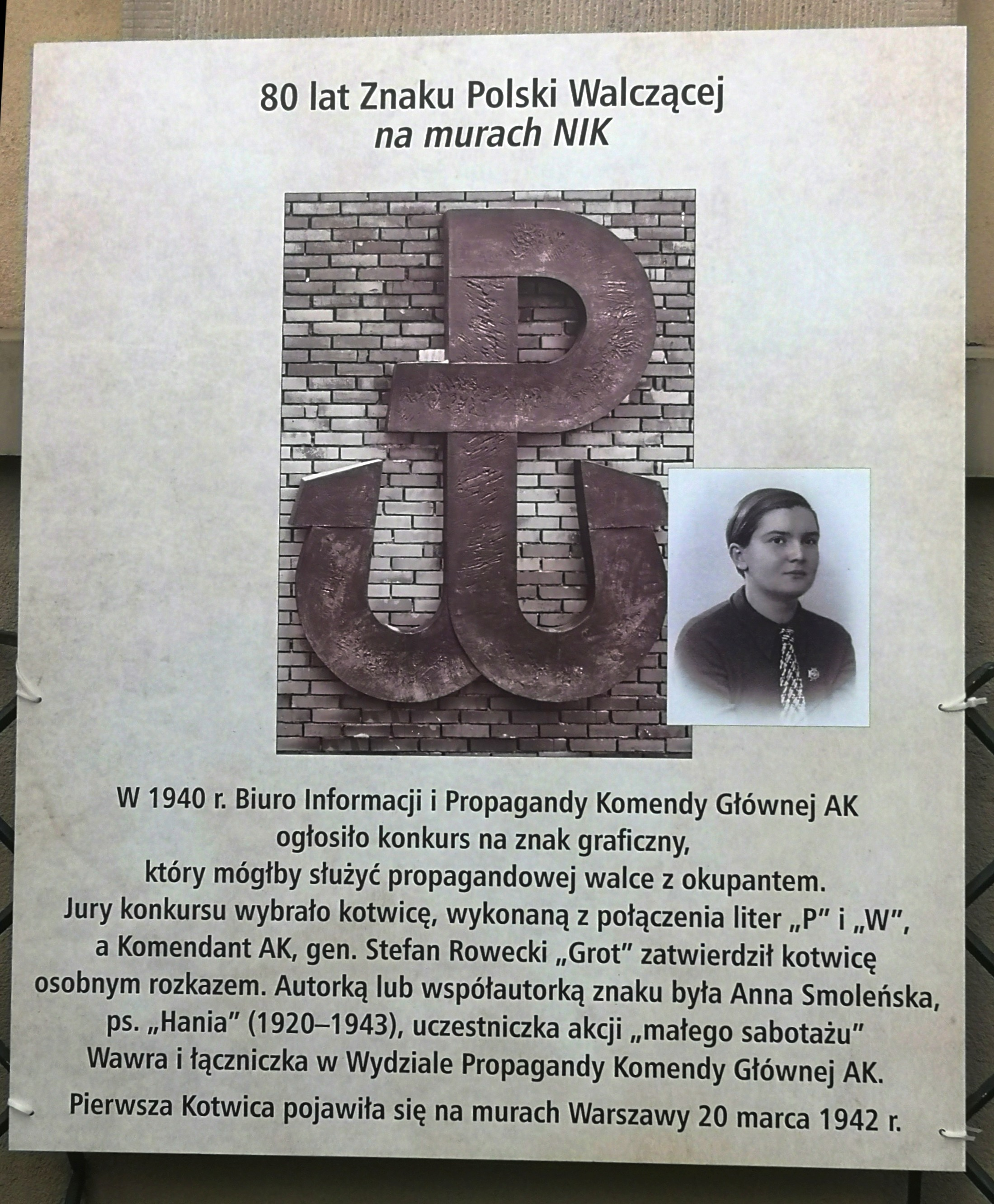
80 lat Znaku Polski Walczącej na murach NIK